# Bolomače
Bolomače je naselje u Republici Hrvatskoj u Požeško-slavonskoj županiji, u sastavu općine Brestovac.

## Zemljopis
Bolomače je smješteno oko 5 km zapadno od Brestovca, sjeverno od ceste Požega - Nova Gradiška, susjedna sela su Boričevci na sjeveru te Busnovi, Ivandol i Gornji Gučani na jugu. 

## Stanovništvo
Prema popisa stanovništva iz 2011. godine Bolomače su imale 22 stanovnika.
| broj stanovnika | 76    | 74    | 62    | 66    | 71    | 85    | 76    | 65    | 19    | 19    | 31    | 26    | 28    | 23    | 13    | 22    | 15    |
|                 | 1857. | 1869. | 1880. | 1890. | 1900. | 1910. | 1921. | 1931. | 1948. | 1953. | 1961. | 1971. | 1981. | 1991. | 2001. | 2011. | 2021. |